# Saint Charles (Missouri)
St. Charles (teljes nevén Saint Carles) város az USA Missouri államában. Lakosainak száma 70 493 fő (2020. április 1.).

## Népesség
A település népességének változása:

| 2010 | 65 794 |
| 2020 | 70 493 |